# Ficus verticillaris
Ficus verticillaris är en mullbärsväxtart som beskrevs av Edred John Henry Corner. Ficus verticillaris ingår i släktet fikonsläktet, och familjen mullbärsväxter. Inga underarter finns listade i Catalogue of Life.